# آي جوجل
آي جوجل (بالإنجليزية: iGoogle) (عرف سابقاً بصفحة جوجل الرئيسية المخصصة) هي صفحة بداية مخصصة. يمكن إضافة تطبيقات مصغرة إلى الصفحة تسمى-كما يطلق عليها في الصفحة-أدوات، وأيضاً يمكن إضافة تلقيمات ويب إلى الصفحة.
اُطلقت خدمة آي جوجل في مايو عتم 2005. واُوقفت في 1 نوفمر عام 2013 ؛ لأن الشركة تعتقد أنه قد تآكلت الحاجة لهذه الخدمة. اعتبارا من 17 أكتوبر عام 2007 أصدرت جوجل العديد من الإصدارات المترجمة إلى 42 لغة و 70 دولة. في فبراير عام 2007, 7.1 مليون شخص استخدم آي جوجل. وفي أبريل عام 2008, 20% من كل الذين زاروا صفحة جوجل الرئيسية استخدموا خدمة آي جوجل. في 3 يوليو عام 2012, أعلنت جوجل عن إغلاق خدمة آى جوجل في 1 نوفمبر عام 2013

## المزايا

### الأدوات
يتيح آى جوجل إضافة أدوات أو بالإنجليزية Gadget يمكن أن يستخدمها المستخدم لعرض معلومات الطقس أو الأخبار أو حتى الألعاب. تصمم هذه التطبيقات المصغرة بواسطة واجهة برمجة تطبيقات، يمكن لأى شخص أن يستخدمها لإنشاء الأدوات. بعض التطبيقات المطورة لجوجل ديسكتوب يمكن استخدامها في آي جوجل.
تتيح جوجل أيضاً للمستخدمين أن ينشئوا هذه الأدوات بدون استخدام واجهة برمجة تطبيقات. هذه الأدوات المخصصة يتم إنشائها بواسطة مساعد خاص متوفر على الموقع.

### ألسنة
يمكن إنشاء عدد غير محدد من الألسنة، مما يسمح للمستخدم بأن يفصل الأدوات في ألسنة محددة.

### السمات
هناك ستة سمات يمكن إضافتها للصفحة لتغير من شكل ونمط الصفحة. هذه السمات تم إنشائها بواسطة مبرمجي جوجل.

## وصلات خارجية
- موقع آى جوجل
- مدونة آي جوجل الرسمية  (جوال)